# 卢锡城
卢锡城（1946年11月13日—），男，江苏靖江人，中国计算机科学家，中国工程院院士，曾任中国人民解放军总装备部科学技术委员会副主任，中将军衔。

## 生平
卢锡城早年曾就读于上海中学，后考入哈尔滨军事工程学院并于1970年毕业。此后长期任职于国防科技大学，担任过计算机研究所副总工、计算机系主任兼研究所所长、计算机学院院长、并行与分布处理国防科技重点实验室主任、副校长等职。他是银河系列巨型机的主要研制者之一。1982年曾前往美国麻省大学担任两年访问学者。1998年晋升为少将军衔。1999年当选为中国工程院院士。2006年起出任总装备部科技委员会副主任。 2007年7月晋升为中将军衔。

2011年5月30日，中国科协第八次全国代表大会上，出任中国科协副主席。